# Openbaar Ministerie
Государственная прокуратура (Голландии прим.) (нидерл. Openbaar Ministerie, OM) является органом государственной прокуратуры в голландской системе уголовного правосудия.
Дословный перевод «Openbaar Ministerie» как «Публичное министерство» может привести к недоразумению, так как OM не министерство как, например, Министерство финансов.
Государственная прокуратура решает, кто должен предстать перед судьей и за какой проступок или преступления. Это орган, который может принять решение об уголовном преследовании. Основная область ОМ уголовное, а не гражданское право.
OM имеет десять региональных отделений под управлением Национального Института Прокуратуры-Адвокатуры в Гааге. OM полностью подчиняется министру безопасности и юстиции (на текущий момент — Veiligheid EN Justitie), который совместно с Коллегией определяет приоритеты и структуру службы.